# Péter Magyar
Péter Magyar (Budapest, 16 de marzo de 1981) es un activista, político y abogado húngaro, diputado al Parlamento Europeo por Hungría desde 2024. Es el actual presidente del partido Respeto y Libertad (Tisza), el mayor partido de la oposición húngara. Como tal, se espera que sea el contrincante de Viktor Orbán en las elecciones parlamentarias húngaras de 2026.
Magyar, exmiembro del partido de Viktor Orbán y ex marido de la exministra de Justicia Judit Varga, acaparó la atención nacional en febrero de 2024, cuando anunció públicamente su dimisión de todos los cargos relacionados con el gobierno tras expresar su profundo descontento con la forma en que Fidesz estaba gobernando el país.
El 15 de marzo de 2024, anunció su deseo de formar una nueva plataforma política para los ciudadanos descontentos tanto con el gobierno de Fidesz-KDNP, la coalición gobernante de Hungría como con la  oposición parlamentaria. Se hizo con el liderazgo del hasta entonces desconocido Partido Respeto y Libertad (TISZA)
Hizo pública una grabación de audio que, según afirma, demuestra la colusión entre la Fiscalía y funcionarios gubernamentales de alto nivel, y que grabó después de que su exesposa, Judit Varga, la entonces ministra de Justicia, le dijera que el gobierno de Hungría es un estado mafioso. El partido se presentó a las elecciones al Parlamento Europeo de 2024, donde obtuvo el segundo lugar con casi el 30 % de los votos y siete diputados, convirtiendo a Magyar en el líder de la oposición. Actualmente se prepara para las elecciones parlamentarias de abril 2026, en las que se prevé que pueda disputar a Orbán el puesto de primer ministro.

## Vida personal
Magyar nació en Budapest. Es un exmiembro de Fidesz, el partido nacional-conservador que gobierna Hungría desde 2010.
Conoció a Judit Varga el 1 de abril de 2005 en una fiesta. Le propuso matrimonio en agosto de 2006. Tienen tres hijos; su primer hijo, llamado Levente, nació en 2008. La familia vivió en Bruselas durante varios años antes de regresar a Budapest cuando Varga fue elegido para un puesto en el Ministerio de Justicia. La pareja anunció su divorcio en marzo de 2023.
Su familia ha ocupado un lugar destacado en la política húngara. Su abuelo, Pál Erőss, fue juez y presentó un popular programa de televisión sobre asuntos legales. Su tío abuelo, Ferenc Mádl, fue presidente de Hungría de 2000 a 2005 y su madre trabajó en el poder judicial.

## Carrera política
Antes de ingresar a la política en una agrupación local de Fidesz, en ese momento un partido de oposición, Magyar participó en la representación legal pro bono, así como en la asistencia a activistas antigubernamentales durante las protestas de 2006 en Hungría. Su papel en Fidesz ha sido descrito de diversas formas como "poderoso informante" y "exfuncionario". Después de que Fidesz asumió el poder en las elecciones parlamentarias húngaras de 2010, fue nombrado funcionario del Ministerio de Asuntos Exteriores. Un año después, coincidiendo con la presidencia húngara de la UE, se incorporó también a la Representación Permanente de Hungría ante la Unión Europea. En 2015, pasó a trabajar en la Oficina del Primer Ministro. Entre 2019 y 2022 fue director del Centro de Préstamos Estudiantiles.
Magyar saltó a la fama por primera vez por sus críticas a los políticos del gobierno después del escándalo del indulto concedido por la presidenta del país Katalin Novák. A principios de febrero de 2024, se reveló que Katalin Novák había concedido un indulto presidencial en abril de 2023 a Endre Kónya, subdirector de un hogar infantil estatal cercano a Budapest. Kónya había obligado a los niños a encubrir los abusos sexuales cometidos por su superior, János Vásárhelyi, director del centro. El escándalo dio lugar a protestas antigubernamentales exigiendo el cese de Novák; que finalmente presentó su dimisión el 10 de febrero de 2024. Ese mismo día, la exesposa de Magyar, Judit Varga, exministra de Justicia que había refrendado el indulto, también anunció su dimisión de la Asamblea Nacional y de su puesto al frente de la lista del partido Fidesz en las elecciones al Parlamento Europeo de junio de 2024.
Horas después de que su exesposa anunciara su retirada de la política, Magyar publicó en en Facebook que renunciaría a sus cargos en dos empresas estatales y renunciaría a su puesto en la junta directiva de una tercera, el MBH Bank. Escribió que los últimos años le habían hecho darse cuenta de que la idea de una "Hungría nacional, soberana y burguesa" declarada como objetivo del gobierno de Viktor Orbán era en realidad un "producto político" que servía para oscurecer la corrupción masiva.
Magyar continuó publicando artículos críticos con figuras asociadas con el gobierno en los días siguientes, afirmando que personas amigas o relacionadas con el primer ministro, como su yerno István Tiborcz, habían acumulado enormes riquezas escondidas detrás de fondos de capital privado nacionales. El 15 de marzo de 2024, convocó una manifestación a la que asistieron decenas de miles de personas en Budapest en la que anunció la formación de un nuevo partido político. Según una encuesta realizada ese mes, alrededor del 13 por ciento de los votantes afirmaron que estaban "seguros o muy probablemente" de votar por Magyar si se postulaba para un cargo.
El 6 de abril de 2024, Magyar organizó una segunda manifestación contra el gobierno, citando lo que él denominó un "sistema feudal " que necesita desmantelamiento, a la que asistieron cientos de miles de manifestantes. El grupo de expertos Megafon, apoyado por el gobierno, gastó 117 millones de HUF en una campaña publicitaria contra Magyar en Facebook en las semanas previas a la manifestación.

### Partido TISZA
Magyar se unió al Partido Respeto y Libertad para participar en las elecciones al Parlamento Europeo de 2024. Realizó una gira por todo el país, hablando públicamente contra la corrupción, el amiguismo y la cleptocracia, el deterioro de los servicios e infraestructuras estatales, como la educación, la atención sanitaria, la protección del medio ambiente y los desafíos del declive demográfico y el empeoramiento del nivel de vida.